# Johann Heinrich Preuss
Johann Heinrich Preuss (* um 1710; † 9. Mai 1764 in Hannover) war ein deutscher und Königlich Britischer Hof-Kapellmeister.

## Leben
Bereits als Jugendlicher wurde Johann Heinrich Preuss 1725 Mitglied der hannoverschen Hofkapelle und Kammermusiker unter dem damaligen Landesherrn, dem Hannoverschen Kurfürsten und britischen König George I. Nach der Geburt seines Sohnes Karl Ludwig (* 22. März 1744 in Hannover; † 29. Dezember 1832 ebenda, ab 1768 wurde dieser ebenfalls Mitglied der hannoverschen Hofkapelle, vermutlich bis 1803), übernahm Vezin 1764 als Nachfolger von Johann Balthasar Lutter die Orchesterleitung als Konzertmeister.
Im Jahr nach Preuss’ Tod übernahm Jean Baptiste Vezin dessen Stellung als Königlicher Konzertmeister in Hannover.